# Rišat Chajbullin
Rišat Chajbullin (kazašsky Хайбуллин Ришат; * 21. září 1995 Almaty) je kazašský reprezentant ve sportovním lezení a olympionik, akademický mistr České republiky (2017), který studuje Fakultu elektrotechniky a komunikačních technologií Vysokého učení technického v Brně a účastní se také českých závodů.

## Výkony a ocenění
- 2019: bronz na mistrovství světa v kombinaci
- 2017: bronz na mistrovství ČR, akademický mistr ČR v obtížnosti
- 2021: účast na LOH 2020 v Tokiu

### Závodní výsledky
| Mistrovství světa | Mistrovství světa | Mistrovství světa | Mistrovství světa |
| Rok               | 2014              | 2018              | 2019              |
| ----------------- | ----------------- | ----------------- | ----------------- |
| Obtížnost         | 50                | 53                | 52                |
| Rychlost          | 23                | 22                | 7                 |
| Bouldering        | —                 | 116               | 41-42             |
| Kombinace         | —                 | 23                | 3                 |

| Světový pohár | Světový pohár | Světový pohár | Světový pohár | Světový pohár | Světový pohár |
| Rok           | 2014          | 2015          | 2017          | 2018          | 2019          |
| ------------- | ------------- | ------------- | ------------- | ------------- | ------------- |
| Obtížnost     | —             | —             | —             | 0             |               |
| jednotlivě*   | —             | —             | —             | ,85ch,        |               |
|               |               |               |               |               |               |
| Rychlost      | x             | x             | —             | 49            | 34            |
| jednotlivě*   | ,17,          | ,17,17,       | —             | ,22,          | ,42,14,30,    |
|               |               |               |               |               |               |
| Bouldering    | x             | 0             | 0             | —             |               |
| jednotlivě*   | ,23,          | 47,           | ,121mu,       | —             |               |
|               |               |               |               |               |               |
| Kombinace     | x             | x             | x             |               |               |

* poznámka: nalevo jsou poslední závody v roce
| Asijské hry | Asijské hry |
| Rok         | 2018        |
| ----------- | ----------- |
| Obtížnost   | (6)         |
| Rychlost    | (1)         |
| Bouldering  | (4)         |
| Kombinace   | 4           |

| Mistrovství Asie | Mistrovství Asie | Mistrovství Asie |
| Rok              | 2013             | 2018             |
| ---------------- | ---------------- | ---------------- |
| Obtížnost        | 5                | 21               |
| Rychlost         | —                | 11               |
| Bouldering       | 17               | 12               |

| Mistrovství České republiky | Mistrovství České republiky |
| Rok                         | 2017                        |
| --------------------------- | --------------------------- |
| Obtížnost                   | 3                           |
| Bouldering                  | 9                           |

| Český pohár | Český pohár | Český pohár | Český pohár |
| Rok         | 2016        | 2017        | 2018        |
| ----------- | ----------- | ----------- | ----------- |
| Bouldering  |             |             |             |
| jednotlivě* |             |             |             |

* poznámka: nalevo jsou poslední závody v roce
| Akademické mistrovství České republiky | Akademické mistrovství České republiky |
| Rok                                    | 2017                                   |
| -------------------------------------- | -------------------------------------- |
| Obtížnost                              | 1                                      |

| Mistrovství světa juniorů | Mistrovství světa juniorů | Mistrovství světa juniorů | Mistrovství světa juniorů |
| Rok                       | 2009 kat. B               | 2010 kat. B               | 2013 junioři              |
| ------------------------- | ------------------------- | ------------------------- | ------------------------- |
| Obtížnost                 | 31                        | 22                        | 8                         |
| Rychlost                  | 19                        | 17                        | 16                        |

| Mistrovství Asie juniorů | Mistrovství Asie juniorů |
| Rok                      | 2013 junioři             |
| ------------------------ | ------------------------ |
| Obtížnost                | 6                        |
| Rychlost                 | 8                        |